# (6113) Tsap
(6113) Tsap es un asteroide perteneciente al cinturón de asteroides, región del sistema solar que se encuentra entre las órbitas de Marte y Júpiter, descubierto el 16 de septiembre de 1982 por Liudmila Chernyj desde el Observatorio Astrofísico de Crimea (República de Crimea).

## Designación y nombre
Designado provisionalmente como 1982 SX5. Fue nombrado Tsap en homenaje a Teodor Teodorovich Tsap y su hijo Yurij Teodorovich Tsap, astrónomos del Observatorio Astrofísico de Crimea. Han hecho una contribución significativa a las observaciones y la teoría de varios fenómenos solares. Teodor Tsap, con sus coautores, descubrió oscilaciones en el sol con un período de 160 min.

## Características orbitales
Tsap está situado a una distancia media del Sol de 2,653 ua, pudiendo alejarse hasta 3,181 ua y acercarse hasta 2,125 ua. Su excentricidad es 0,199 y la inclinación orbital 2,179 grados. Emplea 1578,98 días en completar una órbita alrededor del Sol.

## Características físicas
La magnitud absoluta de Tsap es 13,2. Tiene 13,235 km de diámetro y su albedo se estima en 0,092. 